# Escut de Castellbell i el Vilar

Representació de l'escut heràldic municipal de Castellbell i el Vilar segons el seu blasonament oficial

L'escut oficial de Castellbell i el Vilar té el següent blasonament:
Escut caironat: de gules, un castell d'argent tancat de sable, somat d'una banderola d'or amb quatre faixes de gules, i dues palmes d'or, una a cadascun dels extrems de la base del castell, sostingut sobre un riu en forma de faixa ondada d'atzur rivetada de sable. Per timbre, una corona de marquès.

## Història
Va ser aprovat el 23 de novembre de 2012 i publicat al DOGC el 10 de desembre del mateix any amb el número 6270. El ple de l'Ajuntament l'havia aprovat prèviament el 28 de juny.
El nou símbol aprovat és una adaptació del senyal representatiu que ha fet servir la població des del segle xix als requeriments heràldics oficials actuals, amb la forma caironada de l'escut i la corona (en aquest cas de marquès, en referència al marquesat de Castellbell). El castell d'argent tancat de sable és un senyal parlant i fa referència al castell de Castellbell, origen històric del municipi. La banderola d'or amb quatre faixes de gules representa que el terme havia estat sota jurisdicció senyorial, i la faixa ondada d'atzur rivetada de sable simbolitza el riu Llobregat, que discorre al peu del castell. Les palmes fan referència als patrons del poble.